# Once in a Blue Moon
| Recensione              | Giudizio |
| ----------------------- | -------- |
| AllMusic                | [ 1 ]    |
| Dizionario del Pop-Rock | [ 2 ]    |

Once in a Blue Moon è il primo album discografico solista del cantautore scozzese Frankie Miller, pubblicato dall'etichetta discografica Chrysalis Records nel gennaio del 1973.

## Tracce

### LP
Lato A
Testi e musiche di Frankie Miller.
1. You Don't Need to Laugh (To Be Happy) – 3:31
2. I Can't Change It – 3:09
3. Candlelight Sonata in F Major – 2:34
4. Ann Eliza Jane – 3:03
5. It's All Over – 2:37

Lato B
Testi e musiche di Frankie Miller, eccetto dove indicato.
1. In No Resistance – 3:00
2. After All (I Live My Life) – 3:41 (Frankie Miller, Jim Doris)
3. Just Like Tom Thumbs Blues – 4:02 (Bob Dylan)
4. Mail Box – 3:13
5. I'm Ready – 3:10 (Willie Dixon)

### CD
Edizione CD del 2003, pubblicato dalla Eagle Records (EAMCD 150)
Testi e musiche di Frankie Miller, eccetto dove indicato.
1. You Don't Need to Laugh (To Be Happy)
2. I Can't Change It
3. Candlelight Sonata in F Major
4. Ann Eliza Jane
5. It's All Over
6. In No Resistance
7. After All (I Live My Life) (Frankie Miller, Jim Doris)
8. Just Like Tom Thumb's Blues (Bob Dylan)
9. Mail Box
10. I'm Ready (Willie Dixon)
11. I Can See the Train – Traccia bonus - Demo
12. Blow My Whistle – Traccia bonus - Demo
13. The Rules of the Game – Traccia bonus - Demo
14. And It's Raining – Traccia bonus

## Musicisti
- Frankie Miller - voce, chitarra acustica, armonica
- Bob Andrews - grand piano, junk piano, accordion, accompagnamento vocale-cori
- Brinsley Schwarz - chitarra solista, chitarra acustica
- Ian Gomm - chitarra solista, chitarra acustica
- Nick Lowe - basso elettrico, contrabbasso, accompagnamento vocale-cori
- Billy Rankin - batteria
- Bridgit, Joy e Janice - accompagnamento vocale-cori

Note aggiuntive
- Dave Robinson - produttore
- Registrazioni effettuate al Rockfield Studios, Galles (Gran Bretagna)
- Kingsley Ward e Ralph Downs - ingegneri delle registrazioni
- Visualeyes Ltd. - design copertina album
- Brian Cooke - fotografia[7][8]